# Cuneonemertes gracilis
Cuneonemertes gracilis är en djurart som tillhör fylumet slemmaskar, och som beskrevs av Ernest F. Coe 1926. Cuneonemertes gracilis ingår i släktet Cuneonemertes och familjen Pelagonemertidae. Inga underarter finns listade i Catalogue of Life.